# Карпека Данило Олександрович
Дани́ло Олекса́ндрович Карпе́ка (нар. 28 січня 1856, хутір Ловра Глухівського повіту Чернігівської губернії (нині у складі с. Первомайське) — 19 липня 1914, Ловра) — український цукрозаводчик і землевласник, попечитель Чернігівської чоловічої гімназії.
Батько визначної музичної педагогині Анни Артоболевської і піонера авіабудування Олександра Карпеки.

## Життєпис
Данило Карпека народився 1856 року в маєтку Ловра Глухівського повіту Чернігівської губернії (нині у складі села Первомайське, раніше також Янівка) в родині поміщика середньої руки.
Його батько мав кількох синів, які вмерли в молоді роки. Тому особливу увагу він приділяв наймолодшому синові Данилу, всіляко оберігав його, навіть не віддав його в жоден навчальний заклад, через що освіту Данило здобув домашню і поверхову. Коли з роками настав час присвоєння йому чину колезького реєстратора, Данилові Олександровичу довелось скласти гімназійний іспит на чин.
Дворянство Данило отримав 1869 року.
Від батька він отримав порівняно невеликий маєток, десятин 600, маєтки Ловру і Янівку, обтяжені боргами.
На той час значна частина поміщиків Глухівського повіту середньої руки, які мали від 500 до 1000 десятин частіше всього не справлялися з господарством і або ліквідовували свої маєтки або входили в борги.
Завдяки працелюбству і здібностям Д. О. Карпека за порівняно короткий час став досить заможним.
Після смерті батька він повністю присвятив себе господарству, працював не покладаючи рук, завів у маєтку плодозмінне господарство, добре поставив роботу з добривами, придбав високоякісний інвентар, нове насіння тощо.
Його господарську діяльність помітили всі і почали на нього рівнятись. Якщо Карпека починав жнива, починали й інші.
Д. О. Карпека виявив також неабиякі комерційні здібності, не лише успішно продавав сільськогосподарські продукти, займався лісництвом, але і поступово розвивав свої комерційні таланти.
«Американцем Глухівського повіту» назвав його вчений-історик Микола Прокопович Василенко. Наприкінці 1880-х — початку 1890-х років Д. О. Карпека постійно мандрував (переважно поїздом), переходячи від однієї комерційної справи до іншої.
Він мав невелику примітивну винокурню, яка існувала з давніх, ще гетьманських часів. 1890-х років підприємець розвив її до рівня сучасного на той час виробництва, придбав ще й горілчаний завод і разом з чоловіком своєї сестри Володимиром Івановичем Михневичем, службовцем міністерства фінансів, створив винну монополію.
Завдяки успішній господарській і комерційній діяльності Д. О. Карпека не лише погасив свої колишні борги, але і розширив господарство, придбав землю на околицях, зокрема у Красовської, Щербака, Багринцевих, маєтки в Есмані.
Після одруження з Євгенією Луківною Ярмуш він з новим натхненням задумав розширити свою діяльність у напрямі Південно-Західного краю і Києва, піти шляхом Терещенків.
За записами в другому томі «Малоросійського родослівника» Вадима Модзалевського при селі Янівці станом на 1903 рік він мав 483 десятини землі.
Він придбав кілька доходних будинків у Києві, а також Узинський цукровий завод. Його авторитет зростав, справи йшли досить успішно, він був призначений попечителем Чернігівської гімназії.
Та згодом через сімейну катастрофу, пов'язану з романом Євгенії Луківни з його племінником В. В. Карпекою (професором римського права Університету Св. Володимира) і подальшим розлученням, моральний стан Данила Олександровича настільки упав, що справи пішли не так успішно. Данило Олександрович передав колишній дружині значну частину своїх статків, забезпечив матеріально.
Другою дружиною Данила Олександровича була Олена Севостянівна Козакевич (Карпека).
1914 року талановитий підприємець пішов з життя.
Під час революції 1917 року майно Карпек у Ловрі було зруйноване, будинок спалений, завод пограбований і зруйнований. За спогадами Миколи Василенка, хоча Данило Олександрович був людиною м'якою, намагався підтримувати миролюбні стосунки з місцевими селянами, але ненависть земляків до багатих у Янівці була мало не найбільшою в повіті.

## Родина
У київський період життя проживав з родиною на вулиці Володимирській у будинку, де нині розташовано ректорат Університету імені Т. Г. Шевченка..
Перша дружина і матір його дітей — Євгенія Луківна Ярмуш (1860 р.н.).
Друга дружина — Олена Севостянівна Козакевич.
Його син Олександр Данилович Карпека (1894—1918) був одним із засновників авіації в Російській імперії, на подвір'ї садиби батьків споруджував літаки власної конструкції.
Син Микола Данилович Карпека (15 вересня 1895 — 1967, Лос-Анжелес?) — літературознавець. Помер на еміграції.
Донька Анна Артоболевська (1905—1988) — піаністка, визначний музичний педагог, заслужена вчителька РРФСР (1966).
Донька Ольга Карпеко-Глеваська (1892—1977) проживала в Москві.
Пам'яті Анни і Ольги історик Сергій Білокінь присвятив свою розвідку про українську аристократію.